# Tamphana orion
Tamphana orion är en fjärilsart som beskrevs av Paul Dognin 1916. Tamphana orion ingår i släktet Tamphana och familjen silkesspinnare. Inga underarter finns listade i Catalogue of Life.